# Сургутнафтогаз
«Сургутнафтогаз» (рос. «Сургутнефтегаз») — одна з найбільших російських нафтових і газодобувних компаній. За даними журналу «Експерт» займала 7 місце за обсягами виручки в 2008 серед російських компаній. Компанія займає 496 місце в Fortune Global 500 (2011 рік). Повне найменування — Товариство з обмеженою відповідальністю «Сургутнефтегаз». Компанія зареєстрована в Сургуті (найбільше підприємство міста), де знаходиться її штаб-квартира.

## Власники та керівництво
Структура власників компанії дуже складна, за деякими даними, близько 60 % акцій (січень 2006) належить дочірнім компаніям ВАТ «Сургутнафтогаз». За деякими даними, фактичний контроль над компанією належить генеральному директору Володимиру Богданову (через НПФ «Сургутнефтегаз») і іншим менеджерам ВАТ «Сургутнафтогаз». Частина акцій компанії знаходиться у вільному обігу на Московській біржі (тікери SNGS і SNGSP). Капіталізація на ММВБ на травень 2011 становила 1,04 трлн руб.
Генеральний директор компанії — Володимир Богданов. Голова ради директорів — Володимир Єрохін.